# وردة غوادالوبي
وردة غوادالوبي (بالإسبانية: La rosa de Guadalupe)‏ هي مسلسل تلفزيوني درامي مختار في علم المختارات أنشأه كارلوس ميركادو أوردونيا والذي عرض لأول مرة في قناة النجوم في 5 فبراير 2008. يتم إنتاجه بواسطة ميغيل أنخيل هيروس. هذه السلسلة تلمح للديانة الكاثوليكية، وتحديداً لنويسترا سينورا دي غوادالوبي. يتم تعيينه في العصر الحديث في الغالب في مكسيكو سيتي ، ولكن قد يختلف الموقع في بعض الحلقات. تم عرض المسلسل لأول مرة في الولايات المتحدة في 26 يونيو 2008.

## وصلات خارجية
- وردة غوادالوبي على موقع IMDb (الإنجليزية)
- وردة غوادالوبي على موقع نتفليكس (الإنجليزية)
- وردة غوادالوبي على موقع كينوبويسك (الروسية)
- وردة غوادالوبي على موقع قاعدة بيانات الفيلم (الإنجليزية)

- الموقع الرسمي